# Christmas, with Love
Christmas, with Love é o quarto álbum de estúdio e primeiro de natal da cantora britânica Leona Lewis, lançado a 29 de Novembro de 2013 através da Syco Music e RCA Records. Para promover o disco, "One More Sleep" foi escolhido como single de avanço e editado a 5 de Novembro.

## Alinhamento de faixas
| N.º            | Título                                  | Compositor(es)                                                                | Produtor(es)   | Duração |  |
| 1.             | "One More Sleep"                        | Leona Lewis, Richard "Biff" Stannard, Iain James, Jez Ashurst, Bradford Ellis |                | 3:59    |  |
| 2.             | "Winter Wonderland"                     | Felix Bernard, Richard B. Smith                                               |                | 2:24    |  |
| 3.             | "White Christmas"                       | Irving Berlin                                                                 |                | 3:09    |  |
| 4.             | "Your Hallelujah"                       | Lewis, Jon Levine, Autumn Rowe, Lauren Christy                                |                | 4:14    |  |
| 5.             | "Christmas (Baby Please Come Home)"     | Jeff Barry, Ellie Greenwich, Phil Spector                                     |                | 2:37    |  |
| 6.             | "Mr. Right"                             | Lewis, Stannard, Camille Purcell, Ashurst, Ash Howes                          |                | 3:14    |  |
| 7.             | "O Holy Night"                          | Adolphe Adam                                                                  |                | 2:53    |  |
| 8.             | "I Wish It Could Be Christmas Everyday" | Roy Wood                                                                      |                | 3:51    |  |
| 9.             | "Ave Maria"                             | Franz Schubert                                                                |                | 4:00    |  |
| 10.            | "Silent Night"                          | Franz Xaver Gruber, Joseph Mohr                                               |                | 2:19    |  |
| Duração total: | Duração total:                          | Duração total:                                                                | Duração total: | 32:46   |  |

## Desempenho nas tabelas musicais

### Posições
| Tabela musical (2013) | Melhor posição |
| --------------------- | -------------- |
| Irlanda - IRMA        | 45             |

## Histórico de lançamento
| País           | Data                   | Formato              | Editora discográfica |
| -------------- | ---------------------- | -------------------- | -------------------- |
| Alemanha       | 29 de Novembro de 2013 | CD, descarga digital | Syco                 |
| Irlanda        | 29 de Novembro de 2013 | CD, descarga digital | Syco                 |
| Suíça          | 29 de Novembro de 2013 | CD, descarga digital | Syco                 |
| França         | 2 de Dezembro de 2013  | CD, descarga digital | Syco                 |
| Reino Unido    | 2 de Dezembro de 2013  | CD, descarga digital | Syco                 |
| Canadá         | 3 de Dezembro de 2013  | CD, descarga digital | RCA                  |
| Estados Unidos | 3 de Dezembro de 2013  | CD, descarga digital | RCA                  |
| Itália         | 3 de Dezembro de 2013  | CD, descarga digital | Syco                 |